# PGO Speedster II
La PGO Speedster II est un modèle de voiture de sport fabriqué par la compagnie française PGO.

## Historique
En 2000, PGO Automobiles crée un prototype de véhicule présenté au Salon de l'Automobile à Paris : le PGO Speedster II, mécanique moderne issue d'une collection Peugeot et une carrosserie en fibres composites beaucoup plus moderne sur un châssis maison original. Pour assurer son développement, PGO Automobiles entre en bourse en 2002. En ce qui concerne la motorisation, un 2.0L 16s athmosphérique (1997 cm³) de 140 ch (104 Kw), le EW10J4, en position central arrière est choisi.
En 2004, Porsche intente à PGO un procès pour contrefaçon, concurrence déloyale et parasitaire que le petit constructeur d'Alès gagnera finalement en appel, obligeant la firme de Stuttgart à lui rembourser les frais occasionnés par cette action en justice.
La production est alors portée à une centaine de véhicules par an.
Le 29 février 2012, un contrat est signé avec BMW : un nouveau moteur est intégré à la Speedster II. C'est un quatre cylindres de 1.6L 16s turbo de 184 ch, le THP n18b16a (135 Kw, entre 5400 et 6450 tr/min), en position centrale transversale. Le couple est porté à 240 Nm (24,4 mkg, de 1600 à 5000 tr/min). Un petit supplément de 20 Nm est disponible en overboost entre 1730 et 4500 tr/min. La vitesse maximale est de 225km/h.